# Peter Lewyllie
Peter Lewyllie (Zillebeke, 13 mei 1888 - Berlin-Tiergarten, 22 juli 1964) was een Vlaams-Duits activist, grijze eminentie en tussenpersoon tussen Belgische collaborateurs en de Duitse NSDAP.

## Levensloop
Petrus Cornelius Lewyllie was de zoon van Ferdinand Maximilien Lewyllie (1858-1911) en Marie Catherine Debaere (1857-1915). Zijn ouders huwden op 17 april 1885 in het West-Vlaamse Geluveld en vestigden zich in Zillebeke bij Ieper. Het echtpaar kreeg vier kinderen (een dochter en drie zoons) waarvan Petrus (later Pierre en nog later Peter) de tweede was.
Hij volgde beroepsschool en werd schoenmaker. Toen hij achttien werd, in 1906, tekende hij een contract als beroepsvrijwilliger bij het Belgisch leger. Hij werd ingelijfd bij het Derde linieregiment. Na enkele maanden werd hij tot korporaal bevorderd en op 1 mei 1908 tot sergeant. Op 1 februari 1909 verlengde hij zijn contract.
In januari 1911 stapte hij over naar de rijkswacht, waar hij in dienst trad als adjudant, eerst bij het voetvolk, vervolgens bij de cavalerie. Hij werd gekazerneerd, eerst in Brussel, vervolgens in Kortrijk.
Bij het begin van de Eerste Wereldoorlog voegde hij zich weer bij het beroepskader van het Belgisch leger, met de graad van onderluitenant. Begin 1915 werd hij vermist en ontstond het vermoeden dat hij op 26 oktober 1914 tijdens de eerste IJzerslag bij de brug van Schoorbakke gesneuveld was. Hij werd dan ook postuum gehuldigd met het ridderschap in de Leopoldsorde en het IJzerkruis.
Hij was echter niet gesneuveld, maar zwaar verwond en door de Duitsers gevangengenomen en gehospitaliseerd. Nadat hij hersteld was, werd hij overgebracht naar het gevangenenkamp van Göttingen. Dit kamp werd regelmatig bezocht door activistische militanten die soldaten tot hun zienswijzen kwamen bekeren. Lewyllie was een van hen en werd activist.
Na de wapenstilstand verliet hij het gevangenenkamp en werd zijn ommekeer meegedeeld aan de Belgische overheid. In 1919 werd hij van desertie beschuldigd en op 17 februari 1920 werd hij door de krijgsraad in Brussel tot gewoon soldaat gedegradeerd. Twee jaar later veroordeelde dezelfde krijgsraad hem ter dood. Het vonnis werd bij verstek uitgesproken vermits Peter Lewyllie niet naar België teruggekeerd was.
In Duitsland gebleven, werd hij begin 1925 Duits staatsburger. In Berlijn werd hij zaakvoerder van een befaamd restaurant, Am Zoo, palende aan de Tiergarten. In de jaren dertig werd hij een overtuigd aanhanger van de NSDAP. Hij knoopte vriendschap aan met Duitsgezinde Vlamingen en ontving regelmatig bezoek van onder meer Reimond Tollenaere, Ward Hermans, Victor Leemans en Paul Vrijdaghs. Hij werd ook actief in de Berlijnse, met het nationaalsocialisme sympathiserende Bund der Flamenfreunde, onder leiding van H.O. Wagner.
Die vriendschappen brachten mee dat hij op de lijst van de begunstigden van de Bormscommissie werd ingeschreven en hij een schadevergoeding van 250.000 fr. ontving, met daarbij nog een jaarlijkse wedde van 200.000 fr.
In de laatste maanden van het Duitse Rijk behield hij het contact met zijn Vlaamse vrienden. Hij zou er (volgens historicus Arthur De Bruyne) voor gezorgd hebben dat de in ongenade gevallen Hendrik Elias niet naar een concentratiekamp werd gedeporteerd. Hij zou ook mee gezorgd hebben voor de installatie van de zogenaamde Vlaamsche Landsleiding in Bad Pyrmont. Zelf bracht hij de laatste oorlogsdagen door in de Berlijnse ruïnes.
Bij vonnis van 19 september 1945 werd hij door de Brusselse krijgsraad levenslang uit zijn rechten ontzet, als bestraffing voor de vergoedingen die hij van de Bormscommissie had ontvangen. Hij werd niet aan België uitgeleverd en week uit naar Argentinië. In 1951 vestigde hij zich opnieuw in Berlijn en liet er zich in de Britse zone inschrijven, met als beroep gastronoom.

## Privé
Lewyllie trouwde op 2 september 1914 met de twee jaar jongere Augusta-Ghislaine Gilbert. Er is voorlopig geen verder spoor van haar. Feit is dat hij op 28 augustus 1944 in Berlijn met de Duitse Martha Anna Luise Pieritz (1899-1992) in het huwelijk trad, ze met hem naar Argentinië vertrok en nadien met hem naar Berlijn terugkeerde.